# NGC 6782
NGC 6782 és una galàxia espiral barrada situada a la constel·lació del Gall Dindi.